# «Дума» гетьмана Івана Мазепи
«Дума» гетьмана Івана Мазепи «Всі покою щиро прагнуть…» — поетичний твір, написаний Іваном Мазепою в 1698 році. «Дума» закликала до національної єдності України й утворення незалежного українського державно-політичного проводу.
Історик Олександер Оглоблин так характеризує цей твір 
| Славнозвісна «Дума» Гетьмана Мазепи «Всі покою щиро прагнуть» становить не тільки визначний літературний твір, а й дуже важливий пам'ятник української національно-політичної думки того часу. Більш того. В «Думі» відбилася з великою силою, яскравістю й щирістю політична ідеологія Мазепи та його однодумців, кращих людей тогочасної України. Нарешті, «Дума» Мазепи являє собою документальне зображення становища України кінця XVII століття. |

## Походження тексту
Текст «Думи» й відомості про її походження подав був Василь Кочубей у своєму доносі на Гетьмана Мазепу як доказ невірності Гетьмана цареві. Кочубей писав: 
| Сію пѣсню читаючи и уважаючи, один всечесный и розумный отец архимандрит дал мнѣ оную і радил в спряту добром держати… |
Олександр Оглоблин вважає, що Кочубей одержав «Думу» від самого автора, з яким в нього тоді були дуже добрі відносини.

## Музичні інтерпретації
У 2009 році гурт «Хорея Козацька» включив «Думу» гетьмана Івана Мазепи до свого альбому Карміна Сарматіка. Це виконання вирізняється використанням старовинних та автентичних інструментів, таких як кобза, пандора, ліра та ін.